# كيوشي كيمورا
كيوشي كيمورا (باليابانية: 木村清؛ بالكانا: きむら きよし) هو شخصية أعمال ياباني، ولد في 19 أبريل 1952 في نودا في اليابان.